# La’Vere Corbin-Ong
La’Vere Lawrence Corbin-Ong (ur. 22 kwietnia 1991 w Londynie) – malezyjsko-kanadyjski piłkarz grający na pozycji obrońcy w klubie Johor Darul Takzim oraz reprezentacji Malezji.

## Kariera
Corbin-Ong urodził się w Londynie. Jego ojciec pochodził z Barbadosu, a matka była Malezyjką chińskiego pochodzenia. Dzieciństwo spędził w Kanadzie. Tam też stawiał pierwsze kroki w swojej karierze. Występował w młodzieżowym zespole Vancouver Whitecaps. W 2012 roku wyjechał do Niemiec. Grał tam w zespołach z niższych lig, m.in. w FSV Frankfurt. W 2017 trafił do Go Ahead Eagles. W 2019 został piłkarzem Johor Darul Takzim. Z klubem czterokrotnie zdobył Malaysia Super League.
W związku ze pochodzeniem swoich rodziców oraz miejscami zamieszkania mógł reprezentować: Anglię, Barbados, Kanadę i Malezję. Początkowo zdecydował się grać dla Kanady. Wystąpił w jednym meczu towarzyskim ze Szkocją. W 2019 postanowił jednak reprezentować Malezję. Mógł to uczynić, ponieważ w Kanadzie grał jedynie w meczu sparingowym. W Malezji zadebiutował 2 czerwca 2019 w starciu z Nepalem. Pierwszą bramkę zdobył 7 czerwca przeciwko Timorowi Wschodniemu.